# Sierra Madre (Califórnia)
Sierra Madre é uma cidade localizada no estado americano da Califórnia, no condado de Los Angeles. Foi incorporada em 2 de fevereiro de 1907.

## Geografia
De acordo com o United States Census Bureau, a cidade tem uma área de 7,7 km², onde 7,6 km² estão cobertos por terra e 0,1 km² por água.

### Localidades na vizinhança
O diagrama seguinte representa as localidades num raio de 8 km ao redor de Sierra Madre.

## Demografia
Segundo o censo nacional de 2010, a sua população é de 10 917 habitantes e sua densidade populacional é de 1 428,84 hab/km². Possui 5 113 residências, que resulta em uma densidade de 669,20 residências/km².